# Pavel Vladimirovič Klušancev
Pavel Vladimirovič Klušancev (25 febbraio 1910 – Mosca, 27 aprile 1999) è stato un regista cinematografico sovietico.

## Filmografia (parziale)

### Regista
- Doroga k zvёzdam (1957)
- I sette navigatori dello spazio (1962) - conosciuto anche con il titolo Il pianeta delle tempeste
- Mars (1968)